# Otto Weihrauch
Otto Weihrauch (* 14. Februar 1898 in Oberaltstadt, Königreich Böhmen; † 5. März 1966 in Bad Doberan oder, nach anderen Angaben, 1982 in Cottbus) war ein deutscher Politiker (bis 1920 KSČ, danach KPD und ab 1946 SED). Er war von 1946 bis 1949 Oberbürgermeister der Stadt Cottbus.

## Leben
Otto Weihrauch wurde als Sohn eines Schneiders in Oberaltstadt bei Trautenau im Königreich Böhmen geboren. Dort besuchte er eine Volksschule und begann danach eine Lehre als Buchdrucker. Ab 1917 absolvierte er Militärdienst bei der österreichisch-ungarischen Armee und kämpfte im Ersten Weltkrieg. Nach dem Krieg trat Weihrauch der Kommunistischen Partei der Tschechoslowakei bei, allerdings wurde er bereits 1920 wegen „linker Abweichungen“ aus der Partei ausgeschlossen. 1920 war Weihrauch Mitbegründer der KPČ in Gartitz im Landkreis Aussig, ab 1921 war er Mitglied der KPČ-Bezirksleitung im Bezirk Aussig.
1926 übernahm Weihrauch eine redaktionelle Tätigkeit bei dem kommunistischen Tageblatt Die Internationale. Im selben Jahr musste er zudem eine viermonatige Haftstrafe wegen „Organisierung bewaffneter Ordnerformationen“ absitzen. 1928 nahm er am Weltkongress der Kommunistischen Internationale in Moskau teil. Ab 1934 arbeitete Weihrauch als Buchdrucker in der Arbeiterdruckerei Grafia in Prag, 1938 wurde er Oberbuchhalter des Trautenauer Elektrizitätswerkes.
Nach der Besetzung der Tschechoslowakei siedelte Weihrauch Ende 1945 nach Luckenwalde über. Dort arbeitete er im Wirtschaftsbereich der KPD-Kreisleitung und war zudem als Geschäftsführer der Gesellschaft für Spinnstoffe tätig. Am 5. April 1946 wurde Weihrauch als Nachfolger von Max Döring als Oberbürgermeister der Stadt Cottbus eingesetzt und bei den Gemeindewahlen am 8. November 1946 in seinem Amt bestätigt.
1949 wurde Weihrauch als Oberbürgermeister der Stadt Cottbus abgesetzt und im Dezember desselben Jahres in Potsdam verhaftet. Am 19. Juni 1950 wurde er wegen Finanzmanipulationen, unterlassener Meldepflicht und persönlicher Bereicherung zu zehn Jahren Zuchthaus und einer Geldstrafe von 10.000 Mark verurteilt. Am 31. März 1956 wurde er aus der Haft entlassen. Der Versuch, die unrechtmäßige Verurteilung durch Verleihung einer staatlichen Auszeichnung wieder gutzumachen, wurde von Weihrauch zurückgewiesen.